# Гладыши (семейство клопов)
Гла́дыши (лат. Notonectidae) — семейство пресноводных клопов.

## Внешнее строение
Крупные клопы с удлинённым телом длиной до 20 мм. Окраска верхней стороны тела белая или желтоватая, надкрылья могут быть пятнистые. Щиток треугольный, чёрный. Нижная сторона тела тёмная, покрыта волосками. Усики 3—4 члениковые. Хоботок состоит из четырёх члеников. Крылья обычно хорошо развиты. Задние ноги длиннее передних и средних. Пахучих желёз нет.

## Образ жизни
Обитают в пресных слабо проточных или стоячих водоёмах. Неблагоприятные условия переживают или на стадии имаго или на стадии яйца. В год развивается 1—2 поколения. Самки большинства видов откладывают яйца в ткани растений, реже — приклеивают их к субстрату. При плавании брюшная сторона обращена к верху. Питаются водными членистоногими, реже мелкими позвоночными. Иногда отмечается каннибализм.

## Практическое значение
Используются для биологической борьбы с личинками кровососущих комаров. Гладыши являются кормом для рыб. При высокой численности клопы поедают икру и молодь рыб и считаются в этом случае вредителями прудового хозяйства

## Классификация
Космополитное семейство, насчитывающее в мировой фауне 11 родов и разделяемое на два подсемейства:
- Подсемейство Anisopinae Hutchinson, 1929
  - Anisops Spinola, 1837
  - Buenoa Kirkaldy, 1904
  - Paranisops Hale, 1924
  - Walambianisops Lansbury, 1984
- Подсемейство Notonectinae Latreille, 1802
  - Aphelonecta Lansbury, 1965
  - Enithares Spinola, 1837
  - Enitharoides Brooks, 1953
  - Martarega White, 1879
  - Neonychia Hungerford, 1950
  - Notonecta Linnaeus, 1758
  - Nychia Stål, 1860

В России встречаются 7 видов.

## Палеонтология
В ископаемом состоянии древнейшие представители известны из нижней и средней юры Южной Сибири. Отделение семейства от других водных клопов произошло, вероятно, на границе триаса и юры.